# Nyapligué
Nyapligué  est une localité du Nord de la Côte d'Ivoire et appartenant au département de Boundiali, dans la Région des Savanes. Elle se trouve au sud du département.